# Ruder-Bundesliga Saison 2014
Die Ruder-Bundesliga Saison 2014 ist die sechste Saison der Ruder-Bundesliga. Sie dauert von Ende Mai bis September und besteht aus insgesamt fünf Renntagen. 

## Modus
An jedem Rennwochenende rudern die Achter jeder Liga in einem Zeitfahren, in dem alle Mannschaften die Distanz gegen die Uhr absolvieren. Nach den Ergebnissen dieser sogenannten Time-Trials werden die Paarungen für die folgenden Achtelfinals gesetzt. Die Endrunde besteht aus Achtel-, Viertel-, Halb- und Finalrennen, die im K.-o.-System ausgetragen werden. Jede Platzierung wird ausgefahren, um den Mannschaften Punkte zuteilen zu können. Der Sieger eines Rennwochenendes gewinnt 16 Punkte, jedes weiter platzierte Boot einen Punkt weniger. Aus der Addition der gewonnenen Punkte jedes Vereinsbootes an den Rennwochenenden resultieren die Tabellenstände in den einzelnen Ligen.

## Teilnehmer

### 1. Bundesliga Männer
Die 15 Teilnehmer an der 1. Ruder-Bundesliga der Männer, mit den 4 Aufsteigern der Vorsaison: Dresden, Lombardium Hamburg I, Gießen und Berlin.
| Teamname                    | Verein/e                                                           | Stadt                 | Trainingsgewässer                    |
| --------------------------- | ------------------------------------------------------------------ | --------------------- | ------------------------------------ |
| Crefelder Ruder-Club        | Crefelder Ruder-Club 1883                                          | Krefeld               | Elfrather See                        |
| Münster-Achter              | Akademischer Ruder-Club zu Münster                                 | Münster               | Dortmund-Ems-Kanal                   |
| Frankfurter RG Germania     | Frankfurter Rudergesellschaft Germania 1869                        | Frankfurt am Main     | Main                                 |
| RTHC BAYER Leverkusen       | RTHC Bayer Leverkusen                                              | Leverkusen            | Fühlinger See                        |
| Emscher Hammer              | Ruderverein Emscher Wanne-Eickel Herten Ruderclub Hamm von 1890    | Herne Hamm            | Rhein-Herne-Kanal Datteln-Hamm-Kanal |
| Sprintteam Mülheim          | Rennrudergemeinschaft Mülheim-Ruhr                                 | Mülheim an der Ruhr   | Ruhr                                 |
| Pirna-Achter                | Pirnaer Ruderverein 1872                                           | Pirna                 | Elbe                                 |
| SecuInfra Achter Rüdersdorf | Rüdersdorfer Ruderverein Kalkberge                                 | Rüdersdorf bei Berlin | Kalksee                              |
| Team Lombardium Hamburg I   | Ruder-Club Allemannia von 1866                                     | Hamburg               | Außenalster                          |
| DOLE Achter Hamburg         | Ruder-Club Favorite Hammonia Der Hamburger und Germania Ruder Club | Hamburg               | Alster                               |
| DWB-Holding Achter Berlin   | Ruderverein Berlin von 1878                                        | Berlin                | Stößensee                            |
| Gießen-Achter               | Gießener Rudergesellschaft 1877 Gießener Ruderclub Hassia 1906     | Gießen                | Lahn                                 |
| Palmberg Achter Lübeck      | Lübecker Rudergesellschaft von 1885                                | Lübeck                | Elbe-Lübeck-Kanal                    |
| TK - Achter Dresden         | Dresdner Ruder-Club 1902                                           | Dresden               | Elbe                                 |
| Lotto-Maschseeachter        | Hannoverscher Ruder-Club von 1880                                  | Hannover              | Maschsee                             |

### 1. Bundesliga Frauen
Die 12 Teilnehmer an der 1. Ruder-Bundesliga der Frauen.
| Teamname                                  | Verein/e                                                    | Stadt          | Trainingsgewässer                    |
| ----------------------------------------- | ----------------------------------------------------------- | -------------- | ------------------------------------ |
| Crefelder Ruder-Club                      | Crefelder Ruder-Club 1883                                   | Krefeld        | Elfrather See                        |
| LZR Achter Heidelberg                     | Heidelberger Ruderklub                                      | Heidelberg     | Neckar                               |
| Rheinperlen Bonner RG                     | Bonner Rudergesellschaft Hürther Rudergesellschaft          | Bonn           | Fühlinger See Otto-Maigler-See       |
| EURALIS Alsterachter der RG Hansa Hamburg | Rudergesellschaft „Hansa“ Hamburg                           | Hamburg        | Alster                               |
| Ruderverein Rauxel                        | Ruderverein Rauxel                                          | Castrop-Rauxel | Rhein-Herne-Kanal Datteln-Hamm-Kanal |
| Melitta-Achter Minden                     | Bessel Ruder-Club Minden                                    | Minden         | Weser Mittellandkanal                |
| Deutscher Ruder-Club Hannover             | Deutscher Ruder-Club von 1884                               | Hannover       | Ihme, Leine Maschsee                 |
| Ruhrachter Essen                          | Ruderklub am Baldeneysee                                    | Essen          | Baldeneysee                          |
| Hamburg Sprinter                          | Hamburger Ruderinnen-Club Rudergesellschaft „Hansa“ Hamburg | Hamburg        | Alster                               |
| Kaffeemacher-Achter Dresden               | Dresdner Ruder-Club 1902 USV TU Dresden                     | Dresden        | Elbe                                 |
| Carstens Lübecker Marzipan Achter         | Lübecker Rudergesellschaft von 1885                         | Lübeck         | Elbe-Lübeck-Kanal                    |
| HavelQueen-Achter                         | Ruder-Club Potsdam Ruder-Club Tegel 1886                    | Potsdam Berlin | Havel                                |

### 2. Bundesliga Männer
Die 9 Teilnehmer an der 2. Ruder-Bundesliga der Männer.
| Teamname                       | Verein/e                          | Stadt            | Trainingsgewässer              |
| ------------------------------ | --------------------------------- | ---------------- | ------------------------------ |
| Sparkasse-Weserbergland-Achter | Ruderverein „Weser“ Hameln        | Hameln           | Weser                          |
| Hannoverscher Ruder-Club       | Hannoverscher Ruder-Club 1880     | Hannover         | Maschsee                       |
| Wikingachter Berlin            | Rudergesellschaft „Wiking“ Berlin | Berlin           | Teltowkanal                    |
| Neusser Ruderverein            | Neusser Ruderverein               | Neuss            | Rhein                          |
| Ruder-Club Witten              | Ruder-Club Witten                 | Witten           | Ruhr                           |
| Salzland-Achter                | Bernburger Ruderclub              | Bernburg (Saale) | Saale                          |
| Team Lombardium Hamburg II     | Ruder-Club Allemannia von 1866    | Hamburg          | Außenalster                    |
| Gorilla-Achter Münster         | Ruderverein Münster               | Münster          | Dortmund-Ems-Kanal             |
| Hürther RG                     | Hürther Rudergesellschaft         | Hürth            | Otto-Maigler-See Fühlinger See |

## Abschlusstabellen

### 1. Bundesliga Männer
| Rang | Verein                        | T1 | T2 | T3 | T4 | T5 | Punkte |
| ---- | ----------------------------- | -- | -- | -- | -- | -- | ------ |
| 01.  | Crefelder Ruder-Club (M)      | 14 | 15 | 14 | 14 | 15 | 72     |
| 02.  | Frankfurter RG Germania       | 15 | 14 | 15 | 15 | 11 | 70     |
| 03.  | Pirna-Achter                  | 12 | 8  | 11 | 12 | 13 | 56     |
| 04.  | Münster-Achter                | 13 | 9  | 7  | 10 | 14 | 53     |
| 05.  | Emscher Hammer                | 4  | 11 | 13 | 7  | 10 | 45     |
| 06.  | DOLE Achter Hamburg           | 10 | 13 | 3  | 13 | 5  | 44     |
| 07.  | RTHC BAYER Leverkusen         | 9  | 12 | 9  | 11 | 3  | 44     |
| 08.  | Sprintteam Mülheim            | 11 | 10 | 6  | 8  | 9  | 44     |
| 09.  | Team Lombardium Hamburg I (N) | 8  | 7  | 5  | 9  | 12 | 41     |
| 10.  | Lotto-Maschseeachter          | 7  | 5  | 10 | 6  | 6  | 34     |
| 11.  | SecuInfra Achter Rüdersdorf   | 5  | 3  | 12 | 5  | 7  | 32     |
| 12.  | TK - Achter Dresden (N)       | 3  | 6  | 4  | 3  | 8  | 24     |
| 13.  | Palmberg Achter Lübeck        | 2  | 4  | 8  | 2  | 4  | 20     |
| 14.  | Gießen-Achter (N)             | 6  | 2  | 1  | 4  | 2  | 15     |
| 15.  | DWB-Holding Achter Berlin     | 1  | 1  | 2  | 1  | 1  | 6      |

#### Legende
| Farbe | Qualifikation                                    |
| ----- | ------------------------------------------------ |
|       | Deutscher Liga-Champion, ROWING Champions League |
|       | ROWING Champions League                          |
|       | Abstieg in die 2. Ruder-Bundesliga               |
| (M)   | Liga Champion der Vorsaison                      |
| (N)   | Neuaufsteiger der letzten Saison                 |

### 1. Bundesliga Frauen
| Rang | Verein                        | T1 | T2 | T3 | T4 | T5 | Punkte |
| ---- | ----------------------------- | -- | -- | -- | -- | -- | ------ |
| 01.  | Crefelder Ruder-Club (M)      | 12 | 12 | 11 | 12 | 12 | 59     |
| 02.  | Ruderverein Rauxel            | 10 | 8  | 12 | 7  | 10 | 47     |
| 03.  | HavelQueen-Achter             | 9  | 11 | 7  | 10 | 9  | 46     |
| 04.  | Melitta-Achter Minden         | 11 | 10 | 8  | 9  | 8  | 46     |
| 05.  | Deutscher Ruder-Club Hannover | 6  | 6  | 10 | 11 | 11 | 44     |
| 06.  | Rheinperlen Bonner RG         | 8  | 9  | 9  | 8  | 6  | 40     |
| 07.  | Lübecker Marzipan Achter      | 3  | 2  | 6  | 6  | 7  | 24     |
| 08.  | Hamburg Sprinter              | 7  | 4  | 4  | 4  | 5  | 24     |
| 09.  | Alsterachter RG Hansa Hamburg | 5  | 7  | 5  | 2  | 2  | 21     |
| 10.  | Kaffeemacher-Achter Dresden   | 4  | 5  | 3  | 3  | 3  | 18     |
| 11.  | LZR Achter Heidelberg         | 2  | 3  | 2  | 5  | 4  | 16     |
| 12.  | Ruhrachter Essen              | 1  | 1  | 1  | 1  | 1  | 5      |

#### Legende
| Farbe | Qualifikation                                    |
| ----- | ------------------------------------------------ |
|       | Deutscher Liga-Champion, ROWING Champions League |
|       | ROWING Champions League                          |
| (M)   | Liga Champion der Vorsaison                      |

### 2. Bundesliga Männer
| Rang | Verein                         | T1 | T2 | T3 | T4 | T5 | Punkte |
| ---- | ------------------------------ | -- | -- | -- | -- | -- | ------ |
| 01.  | Wikingachter Berlin            | 9  | 9  | 9  | 9  | 9  | 45     |
| 02.  | Sparkasse-Weserbergland-Achter | 7  | 7  | 4  | 6  | 8  | 32     |
| 03.  | Neusser Ruderverein            | 8  | 5  | 5  | 7  | 5  | 30     |
| 04.  | Team Lombardium Hamburg II     | 3  | 2  | 8  | 8  | 7  | 28     |
| 05.  | Salzland-Achter                | 5  | 8  | 2  | 2  | 6  | 23     |
| 06.  | Hannoverscher Ruder-Club       | 6  | 3  | 6  | 1  | 2  | 18     |
| 07.  | Gorilla-Achter Münster         | 4  | 6  | 3  | 4  | 1  | 18     |
| 08.  | Ruder-Club Witten              | 1  | 1  | 7  | 3  | 4  | 16     |
| 09.  | Hürther RG                     | 2  | 4  | 1  | 5  | 3  | 15     |

#### Legende
| Farbe | Qualifikation                       |
| ----- | ----------------------------------- |
|       | Aufstieg in die 1. Ruder-Bundesliga |

## Renntage

### 1. Renntag – Frankfurt (31. Mai 2014)
Der Auftakt zur sechsten Ruder-Bundesligasaison fand am 31. Mai wie schon im Vorjahr in der Main-Arena in Frankfurt statt. Gewinner des ersten Renntages waren bei den Männern die Heimmannschaft von der Frankfurter Rudergesellschaft Germania, bei den Frauen der Achter des Crefelder Ruder-Clubs.

#### 1. Bundesliga Männer
| 1. Achtelfinale      | 1. Achtelfinale |
| -------------------- | --------------- |
| Sprintteam Mülheim   | 0:52,28         |
| Lotto-Maschseeachter | 0:52,70         |

| 2. Achtelfinale       | 2. Achtelfinale |
| --------------------- | --------------- |
| RTHC BAYER Leverkusen | 0:55,14         |
| Emscher Hammer        | 0:56,30         |

| 3. Achtelfinale   | 3. Achtelfinale |
| ----------------- | --------------- |
| Pirna-Achter      | 0:52,69         |
| TK-Achter Dresden | 0:54,46         |

| 4. Achtelfinale        | 4. Achtelfinale |
| ---------------------- | --------------- |
| Crefelder Ruder-Club   | 0:52,26         |
| Palmberg Achter Lübeck | 0:53,79         |

| 5. Achtelfinale          | 5. Achtelfinale |
| ------------------------ | --------------- |
| Dole Achter RCFH Hamburg | 0:53,91         |
| Gießen-Achter            | 0:55,11         |

| 6. Achtelfinale           | 6. Achtelfinale |
| ------------------------- | --------------- |
| Team Lombardium Hamburg I | 0:54,51         |
| Rüdersdorfer RV Kalkberge | 0:54,59         |

| 7. Achtelfinale           | 7. Achtelfinale |
| ------------------------- | --------------- |
| Münster-Achter            | 0:55,31         |
| DWB-Holding Achter Berlin | 0:57,07         |

| 1. Viertelfinale        | 1. Viertelfinale |
| ----------------------- | ---------------- |
| Frankfurter RG Germania | 0:50,53          |
| Sprintteam Mülheim      | 0:52,25          |

| 2. Viertelfinale      | 2. Viertelfinale |
| --------------------- | ---------------- |
| Pirna-Achter          | 0:53,69          |
| RTHC BAYER Leverkusen | 0:53,71          |

| 3. Viertelfinale  | 3. Viertelfinale |
| ----------------- | ---------------- |
| Emscher Hammer    | 0:54,37          |
| TK-Achter Dresden | 0:54,71          |

| 4. Viertelfinale         | 4. Viertelfinale |
| ------------------------ | ---------------- |
| Crefelder Ruder-Club     | 0:53,38          |
| Dole Achter RCFH Hamburg | 0:54,37          |

| 5. Viertelfinale          | 5. Viertelfinale |
| ------------------------- | ---------------- |
| Münster-Achter            | 0:53,87          |
| Team Lombardium Hamburg I | 0:54,26          |

| 6. Viertelfinale       | 6. Viertelfinale |
| ---------------------- | ---------------- |
| Gießen-Achter          | 0:55,46          |
| Palmberg Achter Lübeck | 0:55,89          |

| 7. Viertelfinale          | 7. Viertelfinale |
| ------------------------- | ---------------- |
| Rüdersdorfer RV Kalkberge | 0:53,38          |
| DWB-Holding Achter Berlin | 0:55,34          |

| 1. Halbfinale           | 1. Halbfinale |
| ----------------------- | ------------- |
| Frankfurter RG Germania | 0:53,51       |
| Pirna-Achter            | 0:54,52       |

| 2. Halbfinale        | 2. Halbfinale |
| -------------------- | ------------- |
| Crefelder Ruder-Club | 0:54,93       |
| Münster-Achter       | 1:00,31       |

| 3. Halbfinale         | 3. Halbfinale |
| --------------------- | ------------- |
| Sprintteam Mülheim    | 0:55,34       |
| RTHC BAYER Leverkusen | 0:55,42       |

| 4. Halbfinale             | 4. Halbfinale |
| ------------------------- | ------------- |
| Dole Achter RCFH Hamburg  | 0:54,07       |
| Team Lombardium Hamburg I | 0:54,94       |

| 5. Halbfinale        | 5. Halbfinale |
| -------------------- | ------------- |
| Lotto-Maschseeachter | 0:54,75       |
| Emscher Hammer       | 0:55,85       |

| 6. Halbfinale             | 6. Halbfinale |
| ------------------------- | ------------- |
| Gießen-Achter             | 0:54,57       |
| Rüdersdorfer RV Kalkberge | 0:54,76       |

| 7. Halbfinale             | 7. Halbfinale |
| ------------------------- | ------------- |
| Palmberg Achter Lübeck    | 0:54,81       |
| DWB-Holding Achter Berlin | 0:55,38       |

| 1. Finale               | 1. Finale |
| ----------------------- | --------- |
| Frankfurter RG Germania | 0:52,83   |
| Crefelder Ruder-Club    | 0:53,20   |

| 2. Finale      | 2. Finale |
| -------------- | --------- |
| Münster-Achter | 0:54,58   |
| Pirna-Achter   | 0:54,75   |

| 3. Finale                | 3. Finale |
| ------------------------ | --------- |
| Sprintteam Mülheim       | 0:55,17   |
| Dole Achter RCFH Hamburg | 0:55,25   |

| 4. Finale                 | 4. Finale |
| ------------------------- | --------- |
| RTHC BAYER Leverkusen     | 0:55,41   |
| Team Lombardium Hamburg I | 0:55,79   |

| 5. Finale            | 5. Finale |
| -------------------- | --------- |
| Lotto-Maschseeachter | 0:54,45   |
| Gießen-Achter        | 0:55,57   |

| 6. Finale                 | 6. Finale |
| ------------------------- | --------- |
| Rüdersdorfer RV Kalkberge | 0:55,56   |
| Emscher Hammer            | 0:55,77   |

| 7. Finale              | 7. Finale |
| ---------------------- | --------- |
| TK-Achter Dresden      | 0:55,36   |
| Palmberg Achter Lübeck | 0:56,19   |

#### 1. Bundesliga Frauen
| 1. Achtelfinale          | 1. Achtelfinale |
| ------------------------ | --------------- |
| Crefelder Ruder-Club     | 1:03,06         |
| Lübecker Marzipan Achter | 1:03,69         |

| 2. Achtelfinale       | 2. Achtelfinale |
| --------------------- | --------------- |
| HavelQueen-Achter     | 1:02,25         |
| LZR Achter Heidelberg | 1:04,45         |

| 3. Achtelfinale             | 3. Achtelfinale |
| --------------------------- | --------------- |
| Hamburg-Sprinter            | 1:02,61         |
| Kaffeemacher-Achter Dresden | 1:04,56         |

| 4. Achtelfinale               | 4. Achtelfinale |
| ----------------------------- | --------------- |
| Ruderverein Rauxel            | 1:01,69         |
| Alsterachter RG Hansa Hamburg | 1:01,77         |

| 5. Achtelfinale               | 5. Achtelfinale |
| ----------------------------- | --------------- |
| Rheinperlen Bonner RG         | 1:01,80         |
| Deutscher Ruder-Club Hannover | 1:02,24         |

| 6. Achtelfinale       | 6. Achtelfinale |
| --------------------- | --------------- |
| Melitta-Achter Minden | 1:02,13         |
| Ruhrachter Essen      | 1:05,19         |

| 1. Viertelfinale              | 1. Viertelfinale |
| ----------------------------- | ---------------- |
| Crefelder Ruder-Club          | 1:00,13          |
| Deutscher Ruder-Club Hannover | 1:00,34          |

| 2. Viertelfinale              | 2. Viertelfinale |
| ----------------------------- | ---------------- |
| HavelQueen-Achter             | 1:01,41          |
| Alsterachter RG Hansa Hamburg | 1:02,09          |

| 3. Viertelfinale      | 3. Viertelfinale |
| --------------------- | ---------------- |
| Melitta-Achter Minden | 1:00,75          |
| Hamburg-Sprinter      | 1:02,02          |

| 4. Viertelfinale      | 4. Viertelfinale |
| --------------------- | ---------------- |
| Ruderverein Rauxel    | 1:01,94          |
| Rheinperlen Bonner RG | 1:02,26          |

| 1. Halbfinale        | 1. Halbfinale |
| -------------------- | ------------- |
| Crefelder Ruder-Club | 1:00,41       |
| Ruderverein Rauxel   | 1:02,04       |

| 2. Halbfinale         | 2. Halbfinale |
| --------------------- | ------------- |
| Melitta-Achter Minden | 1:00,23       |
| HavelQueen-Achter     | 1:01,09       |

| 3. Halbfinale                 | 3. Halbfinale |
| ----------------------------- | ------------- |
| Rheinperlen Bonner RG         | 1:02,23       |
| Deutscher Ruder-Club Hannover | 1:02,81       |

| 4. Halbfinale                 | 4. Halbfinale |
| ----------------------------- | ------------- |
| Hamburg-Sprinter              | 1:02,26       |
| Alsterachter RG Hansa Hamburg | 1:02,27       |

| 5. Halbfinale            | 5. Halbfinale |
| ------------------------ | ------------- |
| Lübecker Marzipan Achter | 1:01,74       |
| Ruhrachter Essen         | 1:03,94       |

| 6. Halbfinale               | 6. Halbfinale |
| --------------------------- | ------------- |
| Kaffeemacher-Achter Dresden | 1:02,35       |
| LZR Achter Heidelberg       | 1:04,29       |

| 1. Finale             | 1. Finale |
| --------------------- | --------- |
| Crefelder Ruder-Club  | 1:00,98   |
| Melitta-Achter Minden | 1:02,79   |

| 2. Finale          | 2. Finale |
| ------------------ | --------- |
| Ruderverein Rauxel | 1:01,73   |
| HavelQueen-Achter  | 1:03,32   |

| 3. Finale             | 3. Finale |
| --------------------- | --------- |
| Rheinperlen Bonner RG | 1:02,63   |
| Hamburg-Sprinter      | 1:03,94   |

| 4. Finale                     | 4. Finale |
| ----------------------------- | --------- |
| Deutscher Ruder-Club Hannover | 1:02,56   |
| Alsterachter RG Hansa Hamburg | 1:03,29   |

| 5. Finale                   | 5. Finale |
| --------------------------- | --------- |
| Kaffeemacher-Achter Dresden | 1:03,02   |
| Lübecker Marzipan Achter    | 1:04,95   |

| 6. Finale             | 6. Finale |
| --------------------- | --------- |
| LZR Achter Heidelberg | 1:03,80   |
| Ruhrachter Essen      | 1:06,09   |

#### 2. Bundesliga Männer
| 1. Achtelfinale          | 1. Achtelfinale |
| ------------------------ | --------------- |
| Gorilla-Achter Münster   | 0:58,34         |
| Ruder-Club Witten Achter | 0:59,38         |

| 2. Achtelfinale            | 2. Achtelfinale |
| -------------------------- | --------------- |
| Team Lombardium Hamburg II | 0:56,65         |
| Hürther RG                 | 0:56,71         |

| Hoffnungslauf: 1. Achtelfinale | Hoffnungslauf: 1. Achtelfinale |
| ------------------------------ | ------------------------------ |
| Hürther RG                     | 0:58,89                        |
| Ruder-Club Witten Achter       | 1:00,73                        |

| 1. Viertelfinale    | 1. Viertelfinale |
| ------------------- | ---------------- |
| Neusser Ruderverein | 0:56,28          |
| Hürther RG          | 1:01,21          |

| 2. Viertelfinale               | 2. Viertelfinale |
| ------------------------------ | ---------------- |
| Sparkasse-Weserbergland-Achter | 0:57,10          |
| Team Lombardium Hamburg II     | 0:57,61          |

| 3. Viertelfinale       | 3. Viertelfinale |
| ---------------------- | ---------------- |
| Wikingachter Berlin    | 0:56,18          |
| Gorilla-Achter Münster | 0:59,39          |

| 4. Viertelfinale         | 4. Viertelfinale |
| ------------------------ | ---------------- |
| Hannoverscher Ruder-Club | 0:56,47          |
| Salzland-Achter          | 0:59,28          |

| 1. Halbfinale            | 1. Halbfinale |
| ------------------------ | ------------- |
| Neusser Ruderverein      | 0:56,44       |
| Hannoverscher Ruder-Club | 0:56,83       |

| 2. Halbfinale                  | 2. Halbfinale |
| ------------------------------ | ------------- |
| Wikingachter Berlin            | 0:54,92       |
| Sparkasse-Weserbergland-Achter | 0:56,78       |

| 3. Halbfinale   | 3. Halbfinale |
| --------------- | ------------- |
| Salzland-Achter | 0:56,12       |
| Hürther RG      | 0:58,57       |

| 4. Halbfinale              | 4. Halbfinale |
| -------------------------- | ------------- |
| Gorilla-Achter Münster     | 0:54,47       |
| Team Lombardium Hamburg II | 0:56,29       |

| 1. Finale           | 1. Finale |
| ------------------- | --------- |
| Wikingachter Berlin | 0:54,66   |
| Neusser Ruderverein | 0:55,37   |

| 2. Finale                      | 2. Finale |
| ------------------------------ | --------- |
| Sparkasse-Weserbergland-Achter | 0:55,66   |
| Hannoverscher Ruder-Club       | 0:56,58   |

| 3. Finale              | 3. Finale |
| ---------------------- | --------- |
| Salzland-Achter        | 0:56,90   |
| Gorilla-Achter Münster | 0:57,08   |

| 4. Finale                  | 4. Finale |
| -------------------------- | --------- |
| Team Lombardium Hamburg II | 0:58,47   |
| Hürther RG                 | 1:00,30   |

### 2. Renntag – Dortmund (21. Juni 2014)
Der 2. Renntag der Ruder-Bundesliga 2014 fand am 21. Juni auf dem Phoenix-See in Dortmund statt. Gewinner des zweiten Renntages waren bei den Männern sowie bei den Frauen die Mannschaften des Crefelder Ruder-Clubs.

#### 1. Bundesliga Männer
| 1. Achtelfinale             | 1. Achtelfinale |
| --------------------------- | --------------- |
| Frankfurter RG Germania     | 0:56,89         |
| Emscher Hammer              | 0:57,16         |
| SecuInfra Achter Rüdersdorf | 0:58,83         |
| DWB-Holding Achter Berlin   | 1:00,80         |

| 2. Achtelfinale       | 2. Achtelfinale |
| --------------------- | --------------- |
| RTHC BAYER Leverkusen | 0:56,38         |
| Münster-Achter        | 0:56,72         |
| Lotto-Maschseeachter  | 0:56,91         |
| TK-Achter Dresden     | 0:57,49         |

| 3. Achtelfinale           | 3. Achtelfinale |
| ------------------------- | --------------- |
| Dole Achter RCFH Hamburg  | 0:56,11         |
| Sprintteam Mülheim        | 0:56,36         |
| Team Lombardium Hamburg I | 0:56,92         |

| 4. Achtelfinale        | 4. Achtelfinale |
| ---------------------- | --------------- |
| Crefelder Ruder-Club   | 0:55,26         |
| Pirna-Achter           | 0:56,59         |
| Palmberg Achter Lübeck | 0:58,08         |
| Gießen-Achter          | 0:59,22         |

| 1. Viertelfinale         | 1. Viertelfinale |
| ------------------------ | ---------------- |
| Frankfurter RG Germania  | 0:54,26          |
| Dole Achter RCFH Hamburg | 0:55,00          |
| Münster-Achter           | 0:55,76          |
| Pirna-Achter             | 0:55,86          |

| 2. Viertelfinale      | 2. Viertelfinale |
| --------------------- | ---------------- |
| Crefelder Ruder-Club  | 0:55,75          |
| RTHC BAYER Leverkusen | 0:56,40          |
| Sprintteam Mülheim    | 0:56,94          |
| Emscher Hammer        | 0:57,55          |

| 3. Viertelfinale            | 3. Viertelfinale |
| --------------------------- | ---------------- |
| Team Lombardium Hamburg I   | 0:57,28          |
| TK-Achter Dresden           | 0:58,56          |
| SecuInfra Achter Rüdersdorf | 0:58,82          |
| Gießen-Achter               | 0:58,94          |

| 4. Viertelfinale          | 4. Viertelfinale |
| ------------------------- | ---------------- |
| Lotto-Maschseeachter      | 0:57,57          |
| Palmberg Achter Lübeck    | 0:58,37          |
| DWB-Holding Achter Berlin | 1:00,60          |

| 1. Halbfinale           | 1. Halbfinale |
| ----------------------- | ------------- |
| Frankfurter RG Germania | 0:56,45       |
| RTHC BAYER Leverkusen   | 0:56,94       |

| 2. Halbfinale            | 2. Halbfinale |
| ------------------------ | ------------- |
| Crefelder Ruder-Club     | 0:56,36       |
| Dole Achter RCFH Hamburg | 0:56,62       |

| 3. Halbfinale  | 3. Halbfinale |
| -------------- | ------------- |
| Emscher Hammer | 0:56,11       |
| Münster-Achter | 0:56,14       |

| 4. Halbfinale      | 4. Halbfinale |
| ------------------ | ------------- |
| Sprintteam Mülheim | 0:56,43       |
| Pirna-Achter       | 0:57,77       |

| 5. Halbfinale             | 5. Halbfinale |
| ------------------------- | ------------- |
| Team Lombardium Hamburg I | 0:58,90       |
| Palmberg Achter Lübeck    | 0:59,30       |

| 6. Halbfinale        | 6. Halbfinale |
| -------------------- | ------------- |
| TK-Achter Dresden    | 0:57,60       |
| Lotto-Maschseeachter | 0:58,97       |

| 7. Halbfinale             | 7. Halbfinale |
| ------------------------- | ------------- |
| Gießen-Achter             | 0:58,90       |
| DWB-Holding Achter Berlin | 0:59,81       |

| 1. Finale               | 1. Finale |
| ----------------------- | --------- |
| Crefelder Ruder-Club    | 0:54,96   |
| Frankfurter RG Germania | 0:55,24   |

| 2. Finale                | 2. Finale |
| ------------------------ | --------- |
| Dole Achter RCFH Hamburg | 0:56,07   |
| RTHC BAYER Leverkusen    | 0:56,11   |

| 3. Finale          | 3. Finale |
| ------------------ | --------- |
| Emscher Hammer     | 0:57,01   |
| Sprintteam Mülheim | 0:57,46   |

| 4. Finale      | 4. Finale |
| -------------- | --------- |
| Münster-Achter | 0:54,99   |
| Pirna-Achter   | 0:56,49   |

| 5. Finale                 | 5. Finale |
| ------------------------- | --------- |
| Team Lombardium Hamburg I | 0:57,89   |
| TK-Achter Dresden         | 1:00,16   |

| 6. Finale              | 6. Finale |
| ---------------------- | --------- |
| Lotto-Maschseeachter   | 0:57,63   |
| Palmberg Achter Lübeck | 0:58,07   |

| 7. Finale                   | 7. Finale |
| --------------------------- | --------- |
| SecuInfra Achter Rüdersdorf | 0:57,60   |
| Gießen-Achter               | 0:59,87   |

#### 1. Bundesliga Frauen
| 1. Achtelfinale               | 1. Achtelfinale |
| ----------------------------- | --------------- |
| Crefelder Ruder-Club          | 1:08,16         |
| Alsterachter RG Hansa Hamburg | 1:09,67         |
| Kaffeemacher-Achter Dresden   | 1:09,99         |
| Ruhrachter Essen              | 1:12,98         |

| 2. Achtelfinale               | 2. Achtelfinale |
| ----------------------------- | --------------- |
| Rheinperlen Bonner RG         | 1:06,56         |
| Melitta-Achter Minden         | 1:07,58         |
| Deutscher Ruder-Club Hannover | 1:07,59         |
| Lübecker Marzipan Achter      | 1:10,10         |

| 3. Achtelfinale       | 3. Achtelfinale |
| --------------------- | --------------- |
| Ruderverein Rauxel    | 1:07,18         |
| HavelQueen-Achter     | 1:07,37         |
| LZR Achter Heidelberg | 1:08,92         |
| Hamburg-Sprinter      | 1:09,49         |

| 1. Viertelfinale      | 1. Viertelfinale |
| --------------------- | ---------------- |
| Crefelder Ruder-Club  | 1:05,27          |
| Melitta-Achter Minden | 1:05,89          |
| Ruderverein Rauxel    | 1:06,30          |

| 2. Viertelfinale              | 2. Viertelfinale |
| ----------------------------- | ---------------- |
| HavelQueen-Achter             | 1:05,89          |
| Rheinperlen Bonner RG         | 1:06,27          |
| Alsterachter RG Hansa Hamburg | 1:07,60          |

| 3. Viertelfinale            | 3. Viertelfinale |
| --------------------------- | ---------------- |
| Kaffeemacher-Achter Dresden | 1:07,59          |
| LZR Achter Heidelberg       | 1:07,62          |
| Lübecker Marzipan Achter    | 1:08,94          |

| 4. Viertelfinale              | 4. Viertelfinale |
| ----------------------------- | ---------------- |
| Deutscher Ruder-Club Hannover | 1:07,25          |
| Hamburg-Sprinter              | 1:09,65          |
| Ruhrachter Essen              | 1:13,87          |

| 1. Halbfinale         | 1. Halbfinale |
| --------------------- | ------------- |
| Crefelder Ruder-Club  | 1:06,47       |
| Rheinperlen Bonner RG | 1:09,44       |

| 2. Halbfinale         | 2. Halbfinale |
| --------------------- | ------------- |
| HavelQueen-Achter     | 1:05,45       |
| Melitta-Achter Minden | 1:06,14       |

| 3. Halbfinale                 | 3. Halbfinale |
| ----------------------------- | ------------- |
| Ruderverein Rauxel            | 1:05,82       |
| Deutscher Ruder-Club Hannover | 1:06,01       |

| 4. Halbfinale                 | 4. Halbfinale |
| ----------------------------- | ------------- |
| Alsterachter RG Hansa Hamburg | 1:06,56       |
| Kaffeemacher-Achter Dresden   | 1:07,96       |

| 5. Halbfinale         | 5. Halbfinale |
| --------------------- | ------------- |
| LZR Achter Heidelberg | 1:09,04       |
| Ruhrachter Essen      | 1:12,23       |

| 6. Halbfinale            | 6. Halbfinale |
| ------------------------ | ------------- |
| Hamburg-Sprinter         | 1:07,07       |
| Lübecker Marzipan Achter | 1:08,92       |

| 1. Finale            | 1. Finale |
| -------------------- | --------- |
| Crefelder Ruder-Club | 1:03,93   |
| HavelQueen-Achter    | 1:04,61   |

| 2. Finale             | 2. Finale |
| --------------------- | --------- |
| Melitta-Achter Minden | 1:04,78   |
| Rheinperlen Bonner RG | 1:05,41   |

| 3. Finale                     | 3. Finale |
| ----------------------------- | --------- |
| Ruderverein Rauxel            | 1:05,77   |
| Alsterachter RG Hansa Hamburg | 1:06,91   |

| 4. Finale                     | 4. Finale |
| ----------------------------- | --------- |
| Deutscher Ruder-Club Hannover | 1:06,43   |
| Kaffeemacher-Achter Dresden   | 1:08,65   |

| 5. Finale             | 5. Finale |
| --------------------- | --------- |
| Hamburg-Sprinter      | 1:08,41   |
| LZR Achter Heidelberg | 1:09,67   |

| 6. Finale                | 6. Finale |
| ------------------------ | --------- |
| Lübecker Marzipan Achter | 1:08,77   |
| Ruhrachter Essen         | 1:11,52   |

#### 2. Bundesliga Männer
| 1. Achtelfinale          | 1. Achtelfinale |
| ------------------------ | --------------- |
| Wikingachter Berlin      | 0:58,80         |
| Gorilla-Achter Münster   | 1:00,59         |
| Ruder-Club Witten Achter | 1:03,41         |

| 2. Achtelfinale            | 2. Achtelfinale |
| -------------------------- | --------------- |
| Team Lombardium Hamburg II | 1:01,22         |
| Hürther RG                 | 1:01,62         |
| Hannoverscher Ruder-Club   | 1:02,13         |

| 3. Achtelfinale                | 3. Achtelfinale |
| ------------------------------ | --------------- |
| Salzland-Achter                | 0:58,47         |
| Sparkasse-Weserbergland-Achter | 0:59,21         |
| Neusser Ruderverein            | 0:59,52         |

| 1. Viertelfinale               | 1. Viertelfinale |
| ------------------------------ | ---------------- |
| Wikingachter Berlin            | 0:59,53          |
| Sparkasse-Weserbergland-Achter | 1:00,66          |
| Team Lombardium Hamburg II     | 1:02,19          |

| 2. Viertelfinale       | 2. Viertelfinale |
| ---------------------- | ---------------- |
| Salzland-Achter        | 0:57,99          |
| Gorilla-Achter Münster | 0:59,66          |
| Hürther RG             | 1:00,12          |

| 3. Viertelfinale         | 3. Viertelfinale |
| ------------------------ | ---------------- |
| Neusser Ruderverein      | 0:59,79          |
| Hannoverscher Ruder-Club | 1:00,35          |
| Ruder-Club Witten Achter | 1:03,51          |

| 1. Halbfinale          | 1. Halbfinale |
| ---------------------- | ------------- |
| Wikingachter Berlin    | 0:57,58       |
| Gorilla-Achter Münster | 0:58,86       |

| 2. Halbfinale                  | 2. Halbfinale |
| ------------------------------ | ------------- |
| Salzland-Achter                | 0:57,53       |
| Sparkasse-Weserbergland-Achter | 0:57,96       |

| 3. Halbfinale            | 3. Halbfinale |
| ------------------------ | ------------- |
| Hürther RG               | 0:58,98       |
| Hannoverscher Ruder-Club | 0:59,82       |

| 4. Halbfinale              | 4. Halbfinale |
| -------------------------- | ------------- |
| Neusser Ruderverein        | 0:59,26       |
| Team Lombardium Hamburg II | 1:01,59       |
| Ruder-Club Witten Achter   | 1:01,91       |

| 1. Finale           | 1. Finale |
| ------------------- | --------- |
| Wikingachter Berlin | 0:56,57   |
| Salzland-Achter     | 0:59,26   |

| 2. Finale                      | 2. Finale |
| ------------------------------ | --------- |
| Sparkasse-Weserbergland-Achter | 0:58,14   |
| Gorilla-Achter Münster         | 1:00,09   |

| 3. Finale           | 3. Finale |
| ------------------- | --------- |
| Neusser Ruderverein | 0:57,19   |
| Hürther RG          | 0:57,84   |

| 4. Finale                  | 4. Finale |
| -------------------------- | --------- |
| Hannoverscher Ruder-Club   | 0:58,74   |
| Team Lombardium Hamburg II | 1:00,60   |

### 3. Renntag – Rüdersdorf (2. August 2014)
Der 3. Renntag der Ruder-Bundesliga 2014 fand am 2. August auf dem Kalksee in Rüdersdorf bei Berlin statt. In diesem Jahr wurde gleichzeitig das 100-jährige Vereinsjubiläum des Rüdersdorfer RV gefeiert. Gewinner des dritten Renntages waren bei den Männern die Frankfurter Rudergesellschaft Germania und bei den Frauen die Mannschaft des Ruderverein Rauxel.

#### 1. Bundesliga Männer
| 1. Achtelfinale          | 1. Achtelfinale |
| ------------------------ | --------------- |
| Frankfurter RG Germania  | 0:54,40         |
| RTHC BAYER Leverkusen    | 0:55,91         |
| Sprintteam Mülheim       | 0:56,72         |
| Dole Achter RCFH Hamburg | 0:57,39         |

| 2. Achtelfinale             | 2. Achtelfinale |
| --------------------------- | --------------- |
| SecuInfra Achter Rüdersdorf | 0:55,32         |
| Lotto-Maschseeachter        | 0:55,78         |
| TK-Achter Dresden           | 0:56,36         |
| Münster-Achter              | 0:57,20         |

| 3. Achtelfinale | 3. Achtelfinale |
| --------------- | --------------- |
| Emscher Hammer  | 0:55,70         |
| Pirna-Achter    | 0:55,80         |
| Gießen-Achter   | 0:58,01         |

| 4. Achtelfinale           | 4. Achtelfinale |
| ------------------------- | --------------- |
| Crefelder Ruder-Club      | 0:55,72         |
| Palmberg Achter Lübeck    | 0:56,66         |
| Team Lombardium Hamburg I | 0:56,98         |
| DWB-Holding Achter Berlin | 0:57,22         |

| 1. Viertelfinale        | 1. Viertelfinale |
| ----------------------- | ---------------- |
| Frankfurter RG Germania | 0:56,09          |
| Emscher Hammer          | 0:56,99          |
| Lotto-Maschseeachter    | 0:57,78          |
| Palmberg Achter Lübeck  | 0:59,33          |

| 2. Viertelfinale            | 2. Viertelfinale |
| --------------------------- | ---------------- |
| Crefelder Ruder-Club        | 0:56,74          |
| SecuInfra Achter Rüdersdorf | 0:56,80          |
| Pirna-Achter                | 0:56,96          |
| RTHC BAYER Leverkusen       | 0:58,11          |

| 3. Viertelfinale          | 3. Viertelfinale |
| ------------------------- | ---------------- |
| Münster-Achter            | 0:57,71          |
| Sprintteam Mülheim        | 0:58,22          |
| DWB-Holding Achter Berlin | 0:58,24          |
| Gießen-Achter             | 0:58,32          |

| 4. Viertelfinale          | 4. Viertelfinale |
| ------------------------- | ---------------- |
| TK-Achter Dresden         | 0:57,08          |
| Team Lombardium Hamburg I | 0:57,72          |
| Dole Achter RCFH Hamburg  | 0:57,94          |

| 1. Halbfinale               | 1. Halbfinale |
| --------------------------- | ------------- |
| Frankfurter RG Germania     | 0:55,41       |
| SecuInfra Achter Rüdersdorf | 0:57,93       |

| 2. Halbfinale        | 2. Halbfinale |
| -------------------- | ------------- |
| Crefelder Ruder-Club | 0:55,42       |
| Emscher Hammer       | 0:55,82       |

| 3. Halbfinale         | 3. Halbfinale |
| --------------------- | ------------- |
| Lotto-Maschseeachter  | 0:56,09       |
| RTHC BAYER Leverkusen | 0:56,15       |

| 4. Halbfinale          | 4. Halbfinale |
| ---------------------- | ------------- |
| Pirna-Achter           | 0:56,16       |
| Palmberg Achter Lübeck | 0:57,50       |

| 5. Halbfinale             | 5. Halbfinale |
| ------------------------- | ------------- |
| Münster-Achter            | 0:56,76       |
| Team Lombardium Hamburg I | 0:57,18       |

| 6. Halbfinale      | 6. Halbfinale |
| ------------------ | ------------- |
| Sprintteam Mülheim | 0:57,31       |
| TK-Achter Dresden  | 0:58,09       |

| 7. Halbfinale            | 7. Halbfinale |
| ------------------------ | ------------- |
| Dole Achter RCFH Hamburg | 0:57,16       |
| Gießen-Achter            | 0:58,18       |

| 1. Finale               | 1. Finale |
| ----------------------- | --------- |
| Frankfurter RG Germania | 0:54,41   |
| Crefelder Ruder-Club    | 0:54,83   |

| 2. Finale                   | 2. Finale |
| --------------------------- | --------- |
| Emscher Hammer              | 0:55,57   |
| SecuInfra Achter Rüdersdorf | 0:55,79   |

| 3. Finale            | 3. Finale |
| -------------------- | --------- |
| Pirna-Achter         | 0:56,51   |
| Lotto-Maschseeachter | 0:57,86   |

| 4. Finale              | 4. Finale |
| ---------------------- | --------- |
| RTHC BAYER Leverkusen  | 0:57,49   |
| Palmberg Achter Lübeck | 0:57,62   |

| 5. Finale          | 5. Finale |
| ------------------ | --------- |
| Münster-Achter     | 0:57,24   |
| Sprintteam Mülheim | 0:57,38   |

| 6. Finale                 | 6. Finale |
| ------------------------- | --------- |
| Team Lombardium Hamburg I | 0:57,61   |
| TK-Achter Dresden         | 0:59,94   |

| 7. Finale                 | 7. Finale |
| ------------------------- | --------- |
| Dole Achter RCFH Hamburg  | 0:58,06   |
| DWB-Holding Achter Berlin | 0:59,09   |

#### 1. Bundesliga Frauen
| 1. Achtelfinale               | 1. Achtelfinale |
| ----------------------------- | --------------- |
| Deutscher Ruder-Club Hannover | 1:04,47         |
| Crefelder Ruder-Club          | 1:04,53         |
| HavelQueen-Achter             | 1:04,63         |
| Ruhrachter Essen              | 1:07,80         |

| 2. Achtelfinale               | 2. Achtelfinale |
| ----------------------------- | --------------- |
| Ruderverein Rauxel            | 1:04,39         |
| Melitta-Achter Minden         | 1:04,53         |
| Alsterachter RG Hansa Hamburg | 1:05,71         |
| Hamburg-Sprinter              | 1:06,79         |

| 3. Achtelfinale             | 3. Achtelfinale |
| --------------------------- | --------------- |
| Rheinperlen Bonner RG       | 1:05,20         |
| Lübecker Marzipan Achter    | 1:06,56         |
| Kaffeemacher-Achter Dresden | 1:07,72         |
| LZR Achter Heidelberg       | 1:09,48         |

| 1. Viertelfinale              | 1. Viertelfinale |
| ----------------------------- | ---------------- |
| Rheinperlen Bonner RG         | 1:04,62          |
| Deutscher Ruder-Club Hannover | 1:05,15          |
| Melitta-Achter Minden         | 1:05,98          |

| 2. Viertelfinale         | 2. Viertelfinale |
| ------------------------ | ---------------- |
| Crefelder Ruder-Club     | 1:04,20          |
| Ruderverein Rauxel       | 1:04,43          |
| Lübecker Marzipan Achter | 1:04,73          |

| 3. Viertelfinale            | 3. Viertelfinale |
| --------------------------- | ---------------- |
| HavelQueen-Achter           | 1:04,58          |
| Hamburg-Sprinter            | 1:05,39          |
| Kaffeemacher-Achter Dresden | 1:07,94          |

| 4. Viertelfinale              | 4. Viertelfinale |
| ----------------------------- | ---------------- |
| Alsterachter RG Hansa Hamburg | 1:06,31          |
| LZR Achter Heidelberg         | 1:09,01          |
| Ruhrachter Essen              | 1:13,70          |

| 1. Halbfinale         | 1. Halbfinale |
| --------------------- | ------------- |
| Ruderverein Rauxel    | 1:03,03       |
| Rheinperlen Bonner RG | 1:03,13       |

| 2. Halbfinale                 | 2. Halbfinale |
| ----------------------------- | ------------- |
| Crefelder Ruder-Club          | 1:02,94       |
| Deutscher Ruder-Club Hannover | 1:03,64       |

| 3. Halbfinale                 | 3. Halbfinale |
| ----------------------------- | ------------- |
| Melitta-Achter Minden         | 1:05,11       |
| Alsterachter RG Hansa Hamburg | 1:07,02       |

| 4. Halbfinale            | 4. Halbfinale |
| ------------------------ | ------------- |
| HavelQueen-Achter        | 1:03,77       |
| Lübecker Marzipan Achter | 1:05,05       |

| 5. Halbfinale    | 5. Halbfinale |
| ---------------- | ------------- |
| Hamburg-Sprinter | 1:05,95       |
| Ruhrachter Essen | 1:10,32       |

| 6. Halbfinale               | 6. Halbfinale |
| --------------------------- | ------------- |
| Kaffeemacher-Achter Dresden | 1:05,80       |
| LZR Achter Heidelberg       | 1:06,88       |

| 1. Finale            | 1. Finale |
| -------------------- | --------- |
| Ruderverein Rauxel   | 1:03,58   |
| Crefelder Ruder-Club | 1:03,87   |

| 2. Finale                     | 2. Finale |
| ----------------------------- | --------- |
| Deutscher Ruder-Club Hannover | 1:02,36   |
| Rheinperlen Bonner RG         | 1:02,55   |

| 3. Finale             | 3. Finale |
| --------------------- | --------- |
| Melitta-Achter Minden | 1:04,47   |
| HavelQueen-Achter     | 1:05,24   |

| 4. Finale                     | 4. Finale |
| ----------------------------- | --------- |
| Lübecker Marzipan Achter      | 1:03,73   |
| Alsterachter RG Hansa Hamburg | 1:04,03   |

| 5. Finale                   | 5. Finale |
| --------------------------- | --------- |
| Hamburg-Sprinter            | 1:06,62   |
| Kaffeemacher-Achter Dresden | 1:06,98   |

| 6. Finale             | 6. Finale |
| --------------------- | --------- |
| LZR Achter Heidelberg | 1:08,16   |
| Ruhrachter Essen      | 1:10,79   |

#### 2. Bundesliga Männer
| 1. Achtelfinale          | 1. Achtelfinale |
| ------------------------ | --------------- |
| Neusser Ruderverein      | 0:57,60         |
| Hannoverscher Ruder-Club | 0:58,29         |
| Hürther RG               | 1:01,22         |

| 2. Achtelfinale          | 2. Achtelfinale |
| ------------------------ | --------------- |
| Ruder-Club Witten Achter | 0:57,64         |
| Gorilla-Achter Münster   | 0:57,80         |
| Salzland-Achter          | 0:58,44         |

| 3. Achtelfinale                | 3. Achtelfinale |
| ------------------------------ | --------------- |
| Wikingachter Berlin            | 0:56,62         |
| Team Lombardium Hamburg II     | 0:57,91         |
| Sparkasse-Weserbergland-Achter | 0:57,95         |

| 1. Viertelfinale           | 1. Viertelfinale |
| -------------------------- | ---------------- |
| Team Lombardium Hamburg II | 0:58,76          |
| Ruder-Club Witten Achter   | 0:59,36          |
| Neusser Ruderverein        | 0:59,38          |

| 2. Viertelfinale         | 2. Viertelfinale |
| ------------------------ | ---------------- |
| Wikingachter Berlin      | 0:57,46          |
| Hannoverscher Ruder-Club | 0:58,86          |
| Gorilla-Achter Münster   | 0:59,74          |

| 3. Viertelfinale               | 3. Viertelfinale |
| ------------------------------ | ---------------- |
| Salzland-Achter                | 1:00,04          |
| Sparkasse-Weserbergland-Achter | 1:00,22          |
| Hürther RG                     | 1:01,65          |

| 1. Halbfinale              | 1. Halbfinale |
| -------------------------- | ------------- |
| Team Lombardium Hamburg II | 0:57,89       |
| Hannoverscher Ruder-Club   | 0:58,90       |

| 2. Halbfinale            | 2. Halbfinale |
| ------------------------ | ------------- |
| Wikingachter Berlin      | 0:57,80       |
| Ruder-Club Witten Achter | 0:59,07       |

| 3. Halbfinale                  | 3. Halbfinale |
| ------------------------------ | ------------- |
| Sparkasse-Weserbergland-Achter | 0:58,86       |
| Gorilla-Achter Münster         | 0:59,21       |

| 4. Halbfinale       | 4. Halbfinale |
| ------------------- | ------------- |
| Neusser Ruderverein | 0:59,67       |
| Salzland-Achter     | 1:01,15       |
| Hürther RG          | 1:01,80       |

| 1. Finale                  | 1. Finale |
| -------------------------- | --------- |
| Wikingachter Berlin        | 0:56,80   |
| Team Lombardium Hamburg II | 0:58,90   |

| 2. Finale                | 2. Finale |
| ------------------------ | --------- |
| Ruder-Club Witten Achter | 0:58,72   |
| Hannoverscher Ruder-Club | 0:58,98   |

| 3. Finale                      | 3. Finale |
| ------------------------------ | --------- |
| Neusser Ruderverein            | 0:59,35   |
| Sparkasse-Weserbergland-Achter | 1:00,26   |

| 4. Finale              | 4. Finale |
| ---------------------- | --------- |
| Gorilla-Achter Münster | 1:00,46   |
| Salzland-Achter        | 1:02,26   |

### 4. Renntag – Münster (23. August 2014)
Der 4. Renntag der Ruder-Bundesliga 2014 fand am 23. August auf dem Aasee in Münster statt. Nach einem Jahr Pause machte die Ruder-Bundesliga nun 2014 wieder Station am Aasee. Gewinner des vierten Renntages waren bei den Männern die Frankfurter Rudergesellschaft Germania und bei den Frauen die Mannschaft des Crefelder Ruder-Clubs.

#### 1. Bundesliga Männer
| 1. Achtelfinale             | 1. Achtelfinale |
| --------------------------- | --------------- |
| Frankfurter RG Germania     | 0:53,09         |
| Münster-Achter              | 0:54,35         |
| SecuInfra Achter Rüdersdorf | 0:54,72         |
| DWB-Holding Achter Berlin   | 0:55,80         |

| 2. Achtelfinale          | 2. Achtelfinale |
| ------------------------ | --------------- |
| Dole Achter RCFH Hamburg | 0:53,76         |
| RTHC BAYER Leverkusen    | 0:54,02         |
| Emscher Hammer           | 0:54,27         |
| Palmberg Achter Lübeck   | 0:55,38         |

| 3. Achtelfinale           | 3. Achtelfinale |
| ------------------------- | --------------- |
| Pirna-Achter              | 0:53,70         |
| Team Lombardium Hamburg I | 0:54,33         |
| Lotto-Maschseeachter      | 0:55,04         |

| 4. Achtelfinale      | 4. Achtelfinale |
| -------------------- | --------------- |
| Crefelder Ruder-Club | 0:53,25         |
| Sprintteam Mülheim   | 0:54,57         |
| Gießen-Achter        | 0:55,11         |
| TK-Achter Dresden    | 0:55,60         |

| 1. Viertelfinale        | 1. Viertelfinale |
| ----------------------- | ---------------- |
| Frankfurter RG Germania | 0:52,99          |
| Pirna-Achter            | 0:53,35          |
| RTHC BAYER Leverkusen   | 0:54,31          |
| Sprintteam Mülheim      | 0:54,65          |

| 2. Viertelfinale          | 2. Viertelfinale |
| ------------------------- | ---------------- |
| Crefelder Ruder-Club      | 0:53,60          |
| Dole Achter RCFH Hamburg  | 0:53,88          |
| Münster-Achter            | 0:53,98          |
| Team Lombardium Hamburg I | 0:54,26          |

| 3. Viertelfinale            | 3. Viertelfinale |
| --------------------------- | ---------------- |
| Lotto-Maschseeachter        | 0:55,26          |
| SecuInfra Achter Rüdersdorf | 0:56,12          |
| TK-Achter Dresden           | 0:56,53          |
| Palmberg Achter Lübeck      | 0:56,56          |

| 4. Viertelfinale          | 4. Viertelfinale |
| ------------------------- | ---------------- |
| Emscher Hammer            | 0:54,92          |
| Gießen-Achter             | 0:56,21          |
| DWB-Holding Achter Berlin | 0:57,37          |

| 1. Halbfinale            | 1. Halbfinale |
| ------------------------ | ------------- |
| Frankfurter RG Germania  | 0:53,10       |
| Dole Achter RCFH Hamburg | 0:54,60       |

| 2. Halbfinale        | 2. Halbfinale |
| -------------------- | ------------- |
| Crefelder Ruder-Club | 0:53,09       |
| Pirna-Achter         | 0:53,53       |

| 3. Halbfinale             | 3. Halbfinale |
| ------------------------- | ------------- |
| RTHC BAYER Leverkusen     | 0:54,25       |
| Team Lombardium Hamburg I | 0:54,37       |

| 4. Halbfinale      | 4. Halbfinale |
| ------------------ | ------------- |
| Münster-Achter     | 0:54,81       |
| Sprintteam Mülheim | 0:55,22       |

| 5. Halbfinale        | 5. Halbfinale |
| -------------------- | ------------- |
| Lotto-Maschseeachter | 0:55,69       |
| Gießen-Achter        | 0:56,29       |

| 6. Halbfinale               | 6. Halbfinale |
| --------------------------- | ------------- |
| Emscher Hammer              | 0:54,04       |
| SecuInfra Achter Rüdersdorf | 0:55,14       |

| 7. Halbfinale             | 7. Halbfinale |
| ------------------------- | ------------- |
| Palmberg Achter Lübeck    | 0:55,77       |
| DWB-Holding Achter Berlin | 0:56,81       |

| 1. Finale               | 1. Finale |
| ----------------------- | --------- |
| Frankfurter RG Germania | 0:52,76   |
| Crefelder Ruder-Club    | 0:52,99   |

| 2. Finale                | 2. Finale |
| ------------------------ | --------- |
| Dole Achter RCFH Hamburg | 0:54,14   |
| Pirna-Achter             | 0:54,60   |

| 3. Finale             | 3. Finale |
| --------------------- | --------- |
| RTHC BAYER Leverkusen | 0:54,79   |
| Münster-Achter        | 0:55,03   |

| 4. Finale                 | 4. Finale |
| ------------------------- | --------- |
| Team Lombardium Hamburg I | 0:54,84   |
| Sprintteam Mülheim        | 0:55,21   |

| 5. Finale            | 5. Finale |
| -------------------- | --------- |
| Emscher Hammer       | 0:54,10   |
| Lotto-Maschseeachter | 0:55,08   |

| 6. Finale                   | 6. Finale |
| --------------------------- | --------- |
| SecuInfra Achter Rüdersdorf | 0:55,96   |
| Gießen-Achter               | 0:56,18   |

| 7. Finale              | 7. Finale |
| ---------------------- | --------- |
| TK-Achter Dresden      | 0:55,15   |
| Palmberg Achter Lübeck | 0:58,01   |

#### 1. Bundesliga Frauen
| 1. Achtelfinale       | 1. Achtelfinale |
| --------------------- | --------------- |
| Crefelder Ruder-Club  | 1:00,53         |
| Ruderverein Rauxel    | 1:01,15         |
| LZR Achter Heidelberg | 1:02,49         |
| Ruhrachter Essen      | 1:09,16         |

| 2. Achtelfinale               | 2. Achtelfinale |
| ----------------------------- | --------------- |
| HavelQueen-Achter             | 1:01,63         |
| Melitta-Achter Minden         | 1:02,08         |
| Lübecker Marzipan Achter      | 1:02,60         |
| Alsterachter RG Hansa Hamburg | 1:05,23         |

| 3. Achtelfinale               | 3. Achtelfinale |
| ----------------------------- | --------------- |
| Rheinperlen Bonner RG         | 1:02,34         |
| Deutscher Ruder-Club Hannover | 1:02,44         |
| Hamburg-Sprinter              | 1:03,61         |
| Kaffeemacher-Achter Dresden   | 1:04,72         |

| 1. Viertelfinale      | 1. Viertelfinale |
| --------------------- | ---------------- |
| Crefelder Ruder-Club  | 1:00,39          |
| Melitta-Achter Minden | 1:01,29          |
| Rheinperlen Bonner RG | 1:02,00          |

| 2. Viertelfinale              | 2. Viertelfinale |
| ----------------------------- | ---------------- |
| Deutscher Ruder-Club Hannover | 1:01,59          |
| HavelQueen-Achter             | 1:02,77          |
| Ruderverein Rauxel            | 1:03,12          |

| 3. Viertelfinale              | 3. Viertelfinale |
| ----------------------------- | ---------------- |
| LZR Achter Heidelberg         | 1:02,52          |
| Hamburg-Sprinter              | 1:02,96          |
| Alsterachter RG Hansa Hamburg | 1:04,35          |

| 4. Viertelfinale            | 4. Viertelfinale |
| --------------------------- | ---------------- |
| Lübecker Marzipan Achter    | 1:03,16          |
| Kaffeemacher-Achter Dresden | 1:03,66          |
| Ruhrachter Essen            | 1:12,02          |

| 1. Halbfinale        | 1. Halbfinale |
| -------------------- | ------------- |
| Crefelder Ruder-Club | 1:01,40       |
| HavelQueen-Achter    | 1:02,27       |

| 2. Halbfinale                 | 2. Halbfinale |
| ----------------------------- | ------------- |
| Deutscher Ruder-Club Hannover | 1:01,14       |
| Melitta-Achter Minden         | 1:01,27       |

| 3. Halbfinale            | 3. Halbfinale |
| ------------------------ | ------------- |
| Rheinperlen Bonner RG    | 1:02,36       |
| Lübecker Marzipan Achter | 1:02,72       |

| 4. Halbfinale         | 4. Halbfinale |
| --------------------- | ------------- |
| Ruderverein Rauxel    | 1:02,74       |
| LZR Achter Heidelberg | 1:03,56       |

| 5. Halbfinale    | 5. Halbfinale |
| ---------------- | ------------- |
| Hamburg-Sprinter | 1:04,75       |
| Ruhrachter Essen | 1:09,64       |

| 6. Halbfinale                 | 6. Halbfinale |
| ----------------------------- | ------------- |
| Kaffeemacher-Achter Dresden   | 1:03,68       |
| Alsterachter RG Hansa Hamburg | 1:03,95       |

| 1. Finale                     | 1. Finale |
| ----------------------------- | --------- |
| Crefelder Ruder-Club          | 1:01,36   |
| Deutscher Ruder-Club Hannover | 1:02,70   |

| 2. Finale             | 2. Finale |
| --------------------- | --------- |
| HavelQueen-Achter     | 1:02,69   |
| Melitta-Achter Minden | 1:03,89   |

| 3. Finale             | 3. Finale |
| --------------------- | --------- |
| Rheinperlen Bonner RG | 1:02,34   |
| Ruderverein Rauxel    | 1:03,50   |

| 4. Finale                | 4. Finale |
| ------------------------ | --------- |
| Lübecker Marzipan Achter | 1:03,20   |
| LZR Achter Heidelberg    | 1:04,37   |

| 5. Finale                   | 5. Finale |
| --------------------------- | --------- |
| Hamburg-Sprinter            | 1:04,88   |
| Kaffeemacher-Achter Dresden | 1:05,24   |

| 6. Finale                     | 6. Finale |
| ----------------------------- | --------- |
| Alsterachter RG Hansa Hamburg | 1:08,16   |
| Ruhrachter Essen              | 1:11,25   |

#### 2. Bundesliga Männer
| 1. Achtelfinale                | 1. Achtelfinale |
| ------------------------------ | --------------- |
| Sparkasse-Weserbergland-Achter | 0:55,34         |
| Hürther RG                     | 0:55,43         |
| Ruder-Club Witten Achter       | 0:56,14         |

| 2. Achtelfinale            | 2. Achtelfinale |
| -------------------------- | --------------- |
| Neusser Ruderverein        | 0:55,55         |
| Team Lombardium Hamburg II | 0:55,97         |
| Hannoverscher Ruder-Club   | 0:58,68         |

| 3. Achtelfinale        | 3. Achtelfinale |
| ---------------------- | --------------- |
| Wikingachter Berlin    | 0:55,89         |
| Gorilla-Achter Münster | 0:56,36         |
| Salzland-Achter        | 0:56,60         |

| 1. Viertelfinale               | 1. Viertelfinale |
| ------------------------------ | ---------------- |
| Neusser Ruderverein            | 0:55,58          |
| Sparkasse-Weserbergland-Achter | 0:55,80          |
| Gorilla-Achter Münster         | 0:56,39          |

| 2. Viertelfinale           | 2. Viertelfinale |
| -------------------------- | ---------------- |
| Wikingachter Berlin        | 0:56,28          |
| Team Lombardium Hamburg II | 0:56,92          |
| Hürther RG 1               | 2:00,00          |

| 3. Viertelfinale         | 3. Viertelfinale |
| ------------------------ | ---------------- |
| Ruder-Club Witten Achter | 0:57,12          |
| Salzland-Achter          | 0:57,31          |
| Hannoverscher Ruder-Club | 0:58,04          |

| 1. Halbfinale              | 1. Halbfinale |
| -------------------------- | ------------- |
| Team Lombardium Hamburg II | 0:55,99       |
| Neusser Ruderverein        | 0:56,34       |

| 2. Halbfinale                  | 2. Halbfinale |
| ------------------------------ | ------------- |
| Wikingachter Berlin            | 0:55,57       |
| Sparkasse-Weserbergland-Achter | 0:57,26       |

| 3. Halbfinale   | 3. Halbfinale |
| --------------- | ------------- |
| Hürther RG      | 0:56,11       |
| Salzland-Achter | 0:56,64       |

| 4. Halbfinale            | 4. Halbfinale |
| ------------------------ | ------------- |
| Gorilla-Achter Münster   | 0:56,10       |
| Ruder-Club Witten Achter | 0:56,81       |
| Hannoverscher Ruder-Club | 0:58,16       |

| 1. Finale                  | 1. Finale |
| -------------------------- | --------- |
| Wikingachter Berlin        | 0:54,65   |
| Team Lombardium Hamburg II | 0:54,90   |

| 2. Finale                      | 2. Finale |
| ------------------------------ | --------- |
| Neusser Ruderverein            | 0:55,76   |
| Sparkasse-Weserbergland-Achter | 0:55,80   |

| 3. Finale              | 3. Finale |
| ---------------------- | --------- |
| Hürther RG             | 0:56,81   |
| Gorilla-Achter Münster | 0:57,34   |

| 4. Finale                | 4. Finale |
| ------------------------ | --------- |
| Ruder-Club Witten Achter | 0:57,34   |
| Salzland-Achter          | 0:58,21   |

### 5. Renntag – Hamburg (13. September 2014)
Der Finaltag der Ruder-Bundesliga 2014 fand am 13. September in der Alster-Arena auf der Binnenalster in Hamburg statt. Die Rennstrecke ist mit 270 m die kürzeste Distanz der Rennserie 2014. Gewinner des vierten Renntages waren sowohl bei den Männern als auch bei den Frauen die Mannschaften des Crefelder Ruder-Clubs. Somit sicherte sich der Herren-Achter des Crefelder Ruder-Clubs am finalen Renntag doch noch die Meisterschaft und verdrängte die Frankfurter Rudergesellschaft Germania doch noch auf Platz 2.

#### 1. Bundesliga Männer
| 1. Achtelfinale          | 1. Achtelfinale |
| ------------------------ | --------------- |
| Crefelder Ruder-Club     | 0:37,06         |
| Dole Achter RCFH Hamburg | 0:38,36         |

| 2. Achtelfinale       | 2. Achtelfinale |
| --------------------- | --------------- |
| Sprintteam Mülheim    | 0:38,06         |
| RTHC BAYER Leverkusen | 0:38,59         |

| 3. Achtelfinale           | 3. Achtelfinale |
| ------------------------- | --------------- |
| Team Lombardium Hamburg I | 0:37,73         |
| Lotto-Maschseeachter      | 0:37,83         |

| 4. Achtelfinale   | 4. Achtelfinale |
| ----------------- | --------------- |
| TK-Achter Dresden | 0:36,69         |
| Gießen-Achter     | 0:37,64         |

| 5. Achtelfinale        | 5. Achtelfinale |
| ---------------------- | --------------- |
| Münster-Achter         | 0:37,21         |
| Palmberg Achter Lübeck | 0:37,64         |

| 6. Achtelfinale             | 6. Achtelfinale |
| --------------------------- | --------------- |
| Emscher Hammer              | 0:36,87         |
| SecuInfra Achter Rüdersdorf | 0:37,62         |

| 7. Achtelfinale           | 7. Achtelfinale |
| ------------------------- | --------------- |
| Pirna-Achter              | 0:37,91         |
| DWB-Holding Achter Berlin | 0:38,65         |

| 1. Viertelfinale        | 1. Viertelfinale |
| ----------------------- | ---------------- |
| Crefelder Ruder-Club    | 0:37,25          |
| Frankfurter RG Germania | 0:37,30          |

| 2. Viertelfinale          | 2. Viertelfinale |
| ------------------------- | ---------------- |
| Team Lombardium Hamburg I | 0:38,42          |
| Sprintteam Mülheim        | 0:38,44          |

| 3. Viertelfinale      | 3. Viertelfinale |
| --------------------- | ---------------- |
| Lotto-Maschseeachter  | 0:38,87          |
| RTHC BAYER Leverkusen | 0:39,03          |

| 4. Viertelfinale  | 4. Viertelfinale |
| ----------------- | ---------------- |
| Münster-Achter    | 0:38,22          |
| TK-Achter Dresden | 0:38,50          |

| 5. Viertelfinale | 5. Viertelfinale |
| ---------------- | ---------------- |
| Pirna-Achter     | 0:38,11          |
| Emscher Hammer   | 0:38,61          |

| 6. Viertelfinale       | 6. Viertelfinale |
| ---------------------- | ---------------- |
| Palmberg Achter Lübeck | 0:39,24          |
| Gießen-Achter          | 0:39,59          |

| 7. Viertelfinale            | 7. Viertelfinale |
| --------------------------- | ---------------- |
| SecuInfra Achter Rüdersdorf | 0:39,25          |
| DWB-Holding Achter Berlin   | 0:39,59          |

| 1. Halbfinale             | 1. Halbfinale |
| ------------------------- | ------------- |
| Crefelder Ruder-Club      | 0:37,03       |
| Team Lombardium Hamburg I | 0:38,00       |

| 2. Halbfinale  | 2. Halbfinale |
| -------------- | ------------- |
| Münster-Achter | 0:37,89       |
| Pirna-Achter   | 0:38,03       |

| 3. Halbfinale           | 3. Halbfinale |
| ----------------------- | ------------- |
| Frankfurter RG Germania | 0:37,13       |
| Sprintteam Mülheim      | 0:38,90       |

| 4. Halbfinale     | 4. Halbfinale |
| ----------------- | ------------- |
| Emscher Hammer    | 0:38,12       |
| TK-Achter Dresden | 0:38,61       |

| 5. Halbfinale            | 5. Halbfinale |
| ------------------------ | ------------- |
| Lotto-Maschseeachter     | 0:38,00       |
| Dole Achter RCFH Hamburg | 0:38,21       |

| 6. Halbfinale               | 6. Halbfinale |
| --------------------------- | ------------- |
| SecuInfra Achter Rüdersdorf | 0:38,38       |
| Palmberg Achter Lübeck      | 0:38,63       |

| 7. Halbfinale             | 7. Halbfinale |
| ------------------------- | ------------- |
| Gießen-Achter             | 0:39,22       |
| DWB-Holding Achter Berlin | 0:40,28       |

| 1. Finale            | 1. Finale |
| -------------------- | --------- |
| Crefelder Ruder-Club | 0:36,64   |
| Münster-Achter       | 0:37,61   |

| 2. Finale                 | 2. Finale |
| ------------------------- | --------- |
| Pirna-Achter              | 0:38,19   |
| Team Lombardium Hamburg I | 0:38,34   |

| 3. Finale               | 3. Finale |
| ----------------------- | --------- |
| Frankfurter RG Germania | 0:36,62   |
| Emscher Hammer          | 0:37,96   |

| 4. Finale          | 4. Finale |
| ------------------ | --------- |
| Sprintteam Mülheim | 0:38,86   |
| TK-Achter Dresden  | 0:38,87   |

| 5. Finale                   | 5. Finale |
| --------------------------- | --------- |
| SecuInfra Achter Rüdersdorf | 0:38,66   |
| Lotto-Maschseeachter        | 0:38,91   |

| 6. Finale                | 6. Finale |
| ------------------------ | --------- |
| Dole Achter RCFH Hamburg | 0:38,50   |
| Palmberg Achter Lübeck   | 0:39,02   |

| 7. Finale             | 7. Finale |
| --------------------- | --------- |
| RTHC BAYER Leverkusen | 0:37,85   |
| Gießen-Achter         | 0:38,46   |

#### 1. Bundesliga Frauen
| 1. Achtelfinale      | 1. Achtelfinale |
| -------------------- | --------------- |
| Crefelder Ruder-Club | 0:41,97         |
| Ruhrachter Essen     | 0:45,55         |

| 2. Achtelfinale             | 2. Achtelfinale |
| --------------------------- | --------------- |
| HavelQueen-Achter           | 0:42,08         |
| Kaffeemacher-Achter Dresden | 0:43,45         |

| 3. Achtelfinale               | 3. Achtelfinale |
| ----------------------------- | --------------- |
| Lübecker Marzipan Achter      | 0:42,23         |
| Alsterachter RG Hansa Hamburg | 1:02,44         |

| 4. Achtelfinale    | 4. Achtelfinale |
| ------------------ | --------------- |
| Ruderverein Rauxel | 0:42,12         |
| Hamburg-Sprinter   | 0:43,38         |

| 5. Achtelfinale       | 5. Achtelfinale |
| --------------------- | --------------- |
| Melitta-Achter Minden | 0:42,65         |
| LZR Achter Heidelberg | 0:43,88         |

| 6. Achtelfinale               | 6. Achtelfinale |
| ----------------------------- | --------------- |
| Deutscher Ruder-Club Hannover | 0:42,70         |
| LRheinperlen Bonner RG        | 0:43,42         |

| 1. Viertelfinale      | 1. Viertelfinale |
| --------------------- | ---------------- |
| Crefelder Ruder-Club  | 0:41,51          |
| Rheinperlen Bonner RG | 0:43,33          |

| 2. Viertelfinale  | 2. Viertelfinale |
| ----------------- | ---------------- |
| HavelQueen-Achter | 0:42,55          |
| Hamburg-Sprinter  | 0:43,52          |

| 3. Viertelfinale              | 3. Viertelfinale |
| ----------------------------- | ---------------- |
| Deutscher Ruder-Club Hannover | 0:42,33          |
| Lübecker Marzipan Achter      | 0:42,34          |

| 4. Viertelfinale      | 4. Viertelfinale |
| --------------------- | ---------------- |
| Ruderverein Rauxel    | 0:39,50          |
| Melitta-Achter Minden | 0:39,74          |

| 1. Halbfinale        | 1. Halbfinale |
| -------------------- | ------------- |
| Crefelder Ruder-Club | 0:42,26       |
| Ruderverein Rauxel   | 0:42,52       |

| 2. Halbfinale                 | 2. Halbfinale |
| ----------------------------- | ------------- |
| Deutscher Ruder-Club Hannover | 0:44,14       |
| HavelQueen-Achter             | 0:44,24       |

| 3. Halbfinale         | 3. Halbfinale |
| --------------------- | ------------- |
| Melitta-Achter Minden | 0:42,61       |
| Rheinperlen Bonner RG | 0:42,93       |

| 4. Halbfinale            | 4. Halbfinale |
| ------------------------ | ------------- |
| Lübecker Marzipan Achter | 0:43,40       |
| Hamburg-Sprinter         | 0:44,16       |

| 5. Halbfinale               | 5. Halbfinale |
| --------------------------- | ------------- |
| Kaffeemacher-Achter Dresden | 0:40,77       |
| Ruhrachter Essen            | 0:42,78       |

| 6. Halbfinale                 | 6. Halbfinale |
| ----------------------------- | ------------- |
| LZR Achter Heidelberg         | 0:42,80       |
| Alsterachter RG Hansa Hamburg | 0:44,54       |

| 1. Finale                     | 1. Finale |
| ----------------------------- | --------- |
| Crefelder Ruder-Club          | 0:42,82   |
| Deutscher Ruder-Club Hannover | 0:43,17   |

| 2. Finale          | 2. Finale |
| ------------------ | --------- |
| Ruderverein Rauxel | 0:42,67   |
| HavelQueen-Achter  | 0:43,34   |

| 3. Finale                | 3. Finale |
| ------------------------ | --------- |
| Melitta-Achter Minden    | 0:43,27   |
| Lübecker Marzipan Achter | 0:43,73   |

| 4. Finale             | 4. Finale |
| --------------------- | --------- |
| Rheinperlen Bonner RG | 0:43,88   |
| Hamburg-Sprinter      | 0:44,67   |

| 5. Finale                   | 5. Finale |
| --------------------------- | --------- |
| LZR Achter Heidelberg       | 0:43,90   |
| Kaffeemacher-Achter Dresden | 0:44,46   |

| 6. Finale                     | 6. Finale |
| ----------------------------- | --------- |
| Alsterachter RG Hansa Hamburg | 0:45,66   |
| Ruhrachter Essen              | 0:47,51   |

#### 2. Bundesliga Männer
| 1. Achtelfinale        | 1. Achtelfinale |
| ---------------------- | --------------- |
| Salzland-Achter        | 0:38,44         |
| Gorilla-Achter Münster | 0:39,98         |

| 2. Achtelfinale          | 2. Achtelfinale |
| ------------------------ | --------------- |
| Neusser Ruderverein      | 0:38,68         |
| Ruder-Club Witten Achter | 0:39,37         |

| Hoffnungslauf: 1. Achtelfinale | Hoffnungslauf: 1. Achtelfinale |
| ------------------------------ | ------------------------------ |
| Ruder-Club Witten Achter       | 0:39,49                        |
| Gorilla-Achter Münster         | 0:40,90                        |

| 1. Viertelfinale           | 1. Viertelfinale |
| -------------------------- | ---------------- |
| Team Lombardium Hamburg II | 0:39,00          |
| Ruder-Club Witten Achter   | 0:41,03          |

| 2. Viertelfinale               | 2. Viertelfinale |
| ------------------------------ | ---------------- |
| Sparkasse-Weserbergland-Achter | 0:38,68          |
| Neusser Ruderverein            | 0:39,26          |

| 3. Viertelfinale | 3. Viertelfinale |
| ---------------- | ---------------- |
| Salzland-Achter  | 0:39,89          |
| Hürther RG       | 0:40,05          |

| 4. Viertelfinale         | 4. Viertelfinale |
| ------------------------ | ---------------- |
| Wikingachter Berlin      | 0:39,54          |
| Hannoverscher Ruder-Club | 0:39,67          |

| 1. Halbfinale              | 1. Halbfinale |
| -------------------------- | ------------- |
| Wikingachter Berlin        | 0:38,42       |
| Team Lombardium Hamburg II | 0:38,46       |

| 2. Halbfinale                  | 2. Halbfinale |
| ------------------------------ | ------------- |
| Sparkasse-Weserbergland-Achter | 0:36,48       |
| Salzland-Achter                | 0:36,83       |

| 3. Halbfinale            | 3. Halbfinale |
| ------------------------ | ------------- |
| Ruder-Club Witten Achter | 0:38,96       |
| Hannoverscher Ruder-Club | 0:39,33       |

| 4. Halbfinale       | 4. Halbfinale |
| ------------------- | ------------- |
| Neusser Ruderverein | 0:37,82       |
| Hürther RG          | 0:38,14       |

| 1. Finale                      | 1. Finale |
| ------------------------------ | --------- |
| Wikingachter Berlin            | 0:38,76   |
| Sparkasse-Weserbergland-Achter | 0:39,89   |

| 2. Finale                  | 2. Finale |
| -------------------------- | --------- |
| Team Lombardium Hamburg II | 0:38,36   |
| Salzland-Achter            | 0:38,74   |

| 3. Finale                | 3. Finale |
| ------------------------ | --------- |
| Neusser Ruderverein      | 0:38,00   |
| Ruder-Club Witten Achter | 0:38,02   |

| 4. Finale                | 4. Finale |
| ------------------------ | --------- |
| Hürther RG               | 0:39,01   |
| Hannoverscher Ruder-Club | 0:39,21   |